# Tom Clancy's Splinter Cell: Chaos Theory
Tom Clancy's Splinter Cell: Chaos Theory is een stealthspel ontwikkeld en uitgegeven door Ubisoft.
Chaos Theory is het derde deel in de Splinter Cell-serie die door Tom Clancy verzonnen is. Het spel volgt de geheime activiteiten van Sam Fisher, een agent die werkt voor een geheime afdeling van de National Security Agency, genaamd Third Echelon.
Hoewel aangekondigd was dat het spel in de herfst van 2004 uit zou komen, werd het spel uiteindelijk in maart 2005 uitgebracht voor de Xbox, PlayStation 2, GameCube en PC. Handheld versies voor de Nintendo DS en N-Gage zijn ook uitgegeven. Een versie voor de Game Boy Advance was gepland, maar is geannuleerd. De acteur Michael Ironside heeft weer de stem van Sam Fisher ingesproken, terwijl Don Jordan weer de stem van Lambert, de baas van Fisher inspreekt. Dit deed hij ook al in het eerste deel maar in Pandora Tomorrow was er iemand anders.
De soundtrack voor het spel werd verzorgd door Amon Tobin.

## Engine en gameplay
De graphics in Chaos Theory kennen een aantal verbeteringen, waaronder zogenaamde normal mapping en HDRI, een speciale methode om licht realistischer te maken.

### Stealthtechnieken
Chaos Theory heeft een aantal verfijnde stealthtechnieken. Naast de al bestaande lichtmeter is er nu ook een geluidsmeter. Deze meet zowel het geluid dat Sam maakt als het geluid van de omgeving, Sam moet minder geluid maken dan zijn omgeving als hij niet ontdekt wil worden. Men kan nu een deur openen met behulp van stealth, waardoor er minder kans is dat ze je ontdekken. Ook "bash door" is een nieuwe optie waarbij Sam de deur met een harde klap openduwt.
De detectie door computergestuurde vijanden is ook veranderd. In vorige delen controleerde het spel automatisch de kamers die Sam verliet op bewusteloze of dode vijanden die in het licht gelegd waren. Als er iemand gevonden werd dan ging het alarm af. In Chaos Theory moeten de lichamen werkelijk ontdekt worden door rondlopende wachten om een alarm af te laten gaan.
Door vijanden gezien worden laat nog steeds het alarm afgaan en door een hogere alarmfase worden vijanden nog steeds alerter en beter gereed voor een gevecht. Echter wordt bij een hogere alarmfase het spel niet meer beëindigd. Zelfs het doden van burgers of Amerikaanse soldaten zal de missie niet doen falen, de baas van Sam Fisher zal echter wel boos zijn en de missiescore zal aanzienlijk lager zijn.
Chaos Theory is ook het eerste spel in de serie dat bijhoudt hoe goed een missie volbracht is. Missies worden aan het einde samengevat met verschillende statistieken zoals hoe vaak de speler ontdekt is en hoeveel bewakers hij gedood heeft.

### Man-tegen-mangevechten
Chaos Theory voegt de mogelijkheid toe om met een gevechtsmes het gevecht aan te gaan. Sam Fisher kan dit mes op verschillende manieren gebruiken. Zo kan het als dwangmiddel bij ondervragingen gebruikt worden maar ook om een vijand om te leggen. Het mes kan ook gebruikt worden om iets door te snijden. Sam kan nu vanuit elke kant aan vallen, dus niet meer alleen van achter een tegenstander grijpen.. Als laatste is er de optie om na een ondervraging de vijand te doden of alleen knock-out te slaan.

### Wapens
Sam kan nu kiezen tussen drie verschillende "kits". Dit zijn Redding's aanbeveling, aanval en stealth. Redding's aanbeveling geeft Sam in de missie een gelijke balans tussen munitie en niet-dodelijke wapens. De aanvalskit geeft vooral veel munitie waardoor er minder gadgets meekunnen. De stealthkit geeft weer minder munitie en meer gadgets. Elke kit is per missie verschillend, zo zal ook de aanvalskit bij een missie waar geen dodelijke slachtoffers mogen vallen meer niet-dodelijke wapens hebben.
Het pistool heeft in Chaos Theory een nieuwe mogelijkheid gekregen: het wapen kan nu ook voor een korte periode camera's, onbeschermde lampen en nog meer uitschakelen zonder kogels te gebruiken.
Het geweer heeft nu een aantal extra mogelijkheden zoals een extra handvat om beter te mikken en een grotere lens om over grotere afstand te kunnen schieten. Ook kunnen er verschillende niet-dodelijke projectielen met het geweer gevuurd worden zoals een Camera (deze kan gebruikt worden om te kijken of er iemand om de hoek komt aanlopen, en kan ook eventueel gebruik worden om een niet-dodelijk gas te verspreiden) en een Shocker die vijanden met een schok uitschakelt.
Sam heeft daarnaast ook nog granaten: zo is er de gasgranaat die met een dicht gas de vijanden bewusteloos maakt (enkel de vijand die geen gasmasker aan heeft) en een handgranaat die vijanden doodt.

### Kunstmatige intelligentie
De kunstmatige intelligentie (of AI) is verbeterd met vijanden die dekking zoeken, om hoeken leunen, samenwerken en zelfs granaten gooien. Vijandelijke AI zal ook op veranderingen in de omgeving reageren; als er een licht uitgezet wordt kan de vijand bezorgd raken, nog meer als een licht uitgeschoten wordt. Vijanden kunnen zelfs zo bang worden dat ze zomaar in de schaduw beginnen te schieten.

## Verhaal
Het belangrijkste gedeelte van het spel speelt zich in Oost-Azië af in 2007, met onrust tussen China, Noord-Korea en Japan. Er is onrust ontstaan omdat Japan een legereenheid heeft opgezet die in strijd is met de verdragen die Japan na de Tweede Wereldoorlog heeft getekend. China en Noord-Korea hebben de Gele Zee geblokkeerd. Omdat Japan een bondgenoot van de VS is, stuurt de VS een marineschip erop af, in de hoop dat dit machtsvertoon China en Noord-Korea zal stoppen.
Ondertussen, in een incident dat er niets mee te maken lijkt te hebben, wordt Sam op pad gestuurd om Bruce Morgenholt te vinden, een vermiste computerprogrammeur die werkte aan het ontcijferen van de algoritmes van Phillip Masse. Masse, (die in het eerste deel door Sam is gedood), was een geniale man die zijn tijd ver vooruit was en zijn algoritmes worden gezien als een superwapen van de 21e eeuw. Sam moet ervoor zorgen dat deze niet in de verkeerde handen vallen.
Hoewel Sam de Peruaanse revolutionair vermoord die verantwoordelijk is voor het kidnappen van Morgenholt, arriveert Sam te laat om Morgenholt's dood te voorkomen. Hij kan ook niet voorkomen dat de algoritmes uitlekken. Onbekende groeperingen gebruiken deze om computers in Japan en het Oosten van de Verenigde Staten uit te schakelen. Japan heeft eerder van dit soort aanvallen last gehad en admiraal Otomo waarschuwt Third Echelon dat Noord-Korea en China waarschijnlijk verantwoordelijk zijn.
Ondertussen wordt in het Verre Oosten een Amerikaanse marineschip tot zinken gebracht door een Noord-Koreaanse raket, dit veroorzaakt een oorlog. Aangezien Noord-Korea zegt dat de raket per ongeluk is gelanceerd wordt Sam naar Noord-Korea gestuurd om uit te zoeken of dit werkelijk zo is.
Sam komt er op een gegeven moment achter dat de oorlog is begonnen door een organisatie genaamd Displace International. Deze organisatie gebruikte de algoritmes om het Noord-Koreaanse raketsysteem in bezit te nemen en het Amerikaanse marineschip te laten zinken om zo een oorlog te laten beginnen. Hiervan zou Displace dan weer kunnen profiteren. Sam begrijpt ook dat de man achter dit plan zijn oude vriend Douglas Shetland is, de baas van Displace International. Third Echelon stuurt Sam naar een ontmoeting tussen Shetland en zijn onbekende medeplegers, die de Japanse legereenheid blijken te zijn. Er breekt een gevecht uit tussen de Japanners en Shetlands militairen en Sam volgt Shetland naar het dak waar hij Shetland doodt.
Zelfs na Shetlands dood blijft er nog een probleem bestaan. Admiraal Otomo van de Japanse legereenheid heeft een kopie van de algoritmes en probeert door chantage van de Japanse regering de macht over Japan te krijgen. Hij dreigt een Noord-Koreaanse raket een Japanse stad aan te laten vallen. Aangezien Noord-Korea gesteund zou worden door China en Japan door de VS zou er een derde wereldoorlog uitbreken. Sam infiltreert een geheime onderwaterbasis en weet Otomo te stoppen. Otomo probeert zelfmoord te plegen door zich een mes in de buik te duwen, maar Sam redt hem. Uiteindelijk staat Otomo bij de VN terecht voor de crisis en keert de rust terug in het Verre Oosten.

## Multiplayer
Net als zijn voorganger Pandora Tomorrow, heeft Chaos Theory een multiplayer gedeelte. Chaos Theory breidt de mogelijkheden uit met een coop mode (samenwerking), waarin twee agenten samen door vijf missies spelen waarvan het verhaal parallel loopt aan de single player missies.
De coop mode is ongeveer hetzelfde als de singleplayermodus. Het geeft nieuwe mogelijkheden voor twee spelers, zoals een spion die bukt zodat de ander over een muur kan springen.
Hoewel spelers in hun eentje kunnen opereren zijn de levels zo gemaakt dat ze samenwerking aanmoedigen. Zo kan er beneden aan een lange schacht een knop zijn die een deur opent. Om hier te komen moet een speler bovenaan een touw vasthouden, terwijl de andere speler afdaalt om zo de knop om te zetten.
De populaire spion versus huurling modus zit ook nog in het spel en kent vele verbeteringen. Zo zijn er nieuwe gadgets voor beide teams en kunnen de spionnen nu ook samenwerken.

## Trivia
- Het spel is opgenomen in het boek 1001 Video Games You Must Play Before You Die van Tony Mott.